# Svino
Svino je naselje v Občini Kobarid, en kilometer oddaljeno od Kobarida. Nahaja se na terasi ob vznožju Matajurja in ob cesti, ki pelje iz Kobarida čez Brajdo, čez Idrijo in naprej skozi Sužid proti Robiču (državna meja). Ta cesta je bila v preteklosti, do izsušitve močvirnatega Kobariškega Blata pomembna, saj pelje po njegovih obronkih in je bila zato prevozna. Na Matajurju se nahaja brezno Kadilnikova jama, blizu planine Pod Golim vrhom pa Snežena jama. Svino je odlična izhodiščna točka za vzpon na Matajur (markirana pot).
Lastniki vasi v srednjem veku so bili oglejski patriarhi. Patriarh Pagano je 11. 5. 1320 oddal posestva v najem Andreussiju Mutti iz Čedada za plačilo pol marke oglejskega denarja ob sv. Mihaelu.  
Cerkvica sv. Andreja z gotsko apsido in freskami furlanskega slikarja Thannerja je bila zgrajena po l. 1477. Zlati oltar je delo Luke Šarfa iz Kobarida (l. 1669). V cerkvi je bila med prvo svetovno vojno urejena vojaška bolnišnica. 
Februarja 1918 je 77 slovenskih narodnih žena in deklet iz Svina pristopilo k Majniški deklaraciji, maja in junija 1918 pa so zbrali še 102 podpisa.
Izobraževalno društvo »Soča« je vodil Janez Volarič, pevski zbor pa Anton Uršič iz Kobarida. Društvo je bilo razpuščeno l. 1926.
V novembru 1942 so na Svinem izvolili vaški odbor OF. Sestavljali so ga predsednik Franc Melan – Mlinarjev, vojni referent Franc Melan – Uerbenic in gospodar Andrej Volarič – Martinov ter Katarina Konavec, preskrba. V začetku l. 1943 sta odšla v partizane Slavko Konavec-Vanja in Anton Konavec – Stjenka, ki je kot komisar 3. bataljona Gregorčičeve brigade padel 20.8.1944 v znameniti bitki te brigade z Nemci na Krnu (spominska plošča pod Rdečim Robom). Po množičnem vstopanju v partizanske enote v času Kobariške republike so 14. 9. 1943 na Svinem sklenili, da ustanovijo partizanski bataljon Andreja Manfrede. V vasi je delovala partizanska bolnica ter v Lobanovi hiši partizanska šola, kjer je učiteljica Meri Volarič poučevala deset otrok. Nad vasjo, na pobočju Matajurja je delovala kurirska postaja P-24/B, ki je bila marca 1944 izdana (na lokaciji kurirske postaje je sedaj spominska plošča). Nemci so ujeli štiri kurirje, med njimi Franca Konavca in sedemnajstletnega Slavka Konavca - oba iz Svina, ter jih po krutem mučenju 17.3.1944 ob zidu Kobariškega pokopališča ustrelili (spominsko obeležje).  
BOMBARDIRANJE VASI SVINO, 13. 10. 1943
Po neuspešnih poskusih nemških oboroženih sil za  zasedbo osvobojenega ozemlja Kobariške republike, so Nemci oktobra stopnjevali pritisk na osvobojeno ozemlje in 13. oktobra 1943 bombardirali vasi Svino in Žaga. Na Svino so nemška letala zmetala nekaj desetin 250 in 500-kilogramskih bomb. Pet vaščanov je bilo mrtvih, živina je bila pobita ali ranjena, do tal je bilo porušenih 5 hiš in 6 gospodarskih poslopij, druge hiše in cerkev so bile poškodovane. Žrtve bombardiranja so bile Amalija Kranjc, Marija in Franc Volarič, Franc Petrica in Katarina Konavec, ranjena sta bila Anica Konavec in Jožef Volarič.  
Po osvoboditvi so 25. 8. 1945 ustanovili prosvetno društvo Andrej Volarič z zborom in dramsko skupino.
SVINO – CERKEV SV. ANDREJA
Vaščani Svina so 30. 8. 1477 od Čedajskega kapitlja prejeli dovoljenje za zidavo kapele na zemljišču, ki ga je daroval Filip Jan. Cerkev so na svoje stroške zgradili, okrasili, razsvetlili, jo opremili z mašnimi oblekami in drugimi potrebnimi stvarmi ter vzdrževali. Prvotna cerkev oziroma kapela, ki je bila zgrajena v letih 1479-80, je bila manjša s poznogotskim prezbiterijem z rebrastim obokom in kratko ladjo. Kasneje je bila cerkev dvakrat podaljšana, zadnjič l. 1712, ko je bil dozidan pravokotni zvonik. Prezbiterij zvezdastega tipa je delo Andreja iz Loke in okrašen s freskami Gian Paola Thannerja. Na nekaterih freskah so vpraskani kasnejši zapisi, med drugim zapis, da je bil v Kobaridu na kosilu cesar Leopold z ženo. Oboki prezbiterija slonijo na geometričnih konzolah, eden izmed glavnih oklepnikov ima na temenu svoda relief sv. Andreja, drugi pa relief Jezusove glave. Štirje stranski oboki imajo obliko ščitkov, trije obliko rozet, eden obliko osmerokrake zvezde in eden kamnoseško znamenje. Na stenah prezbiterija je bilo naslikanih dvanajst apostolov, zaradi vzidave južnega okna treh apostolov ni več videti. Za oltarjem so naslikane svetnice sv. Lucija, sv. Uršula, sv. Rozalija in angela z Veronikinim prtom, na levi strani je naslikano Jezusovo rojstvo in poklon svetih treh kraljev, na desni strani Jezus in ribič Simon Peter in križanje sv. Andreja. Na svodu je Kristus Vladar, obkrožen z angeli, na zaključnih poljih sveti očetje: Gregor, Ambrož, Hieronim in Avguštin. Angeli igrajo na glasbila, ki niso več v rabi: liro da brachio, bomhart, šalmaj, dude, lutnjo in tamburin.
Med prvo svetovno vojno je bila v cerkvi vojaška bolnišnica. Cerkev je bila močno poškodovana v potresu l. 1976 in obnovljena po velikih prizadevanjih kobariškega dekana Franca Rupnika in s prispevki domačinov.
Leta 1983 je bil restavriran »zlati oltar«, ki je bil po vsej verjetnosti izdelan v kobariški delavnici Urha-Jerneja-Antona Vrtava. V oltarju sta vrezani letnici 1669 in 1678. V niše oltarja so postavljeni apostoli Jernej, Peter, Andrej, Jakob in Janez. Leta 1974 so pri obnovi cerkve odkrili še freske, ki so bile skrite pod ometom (sv. Rok in sv. Boštjan ter devica Marija, ki kleči na klečalniku). Oltar in lesene kipe je restavriral mojster Alojz Lešnik iz Celja. Zvonik je bil obnovljen l. 1981 in l. 1993 ponovno ometan ter l. 2013 v celoti saniran. L. 1990 je bil položen nov opečnat tlak v ladji, l.1993 pa je bila zamenjana vsa kritina. 
Literatura: Simon Rutar, Zgodovina Tolminskega, Gorica 1882.
Tolminski zbornik, Tolmin 1976. 
Kobarid, Kobariški muzej 1997.
Krajevni leksikon Slovenije, I., Ljubljana 1968.
Krajevni Leksikon Slovenije, DZS 1995.